# Gordon Dines
Pour les articles homonymes, voir Dines.
Gordon (Percival) Dines (né le 4 juin 1911 à Londres, ville où il est mort le 27 avril 1982) est un directeur de la photographie anglais, membre de la BSC.

## Biographie
Dans les années 1930, après des débuts comme assistant opérateur et cadreur, Gordon Dines devient chef opérateur sur deux films sortis en 1937 et ayant pour vedette George Formby, dont Feather Your Nest (en) de William Beaudine.
Suivent trente-trois autres films britanniques comme directeur de la photographie, notamment The Mysterious Mr Davis de Claude Autant-Lara (1940, avec Alastair Sim), La Mer cruelle de Charles Frend (1953, avec Jack Hawkins et Donald Sinden), Les Indomptables de Colditz de Guy Hamilton (1955, avec John Mills et Lionel Jeffries) et L'Île des réprouvés d'Harry Watt (1959, avec Aldo Ray et Heather Sears).
Quasiment retiré après son avant-dernier film sorti en 1961, il revient toutefois pour une ultime contribution, sur le film musical Bread de Stanley Long (1971).

## Filmographie partielle

### Directeur de la photographie
- 1937 : Feather Your Nest de William Beaudine
- 1937 : Keep Fit d'Anthony Kimmins
- 1938 : Penny Paradise de Carol Reed
- 1940 : The Mysterious Mr Davis de Claude Autant-Lara
- 1941 : Turned Out Nice Again de Marcel Varnel
- 1947 : Frieda de Basil Dearden
- 1947 : Nicholas Nickleby (The Life and Adventures of Nicholas Nickleby) d'Alberto Cavalcanti
- 1950 : La Lampe bleue (The Blue Lamp) de Basil Dearden
- 1951 : Les Trafiquants du Dunbar (Pool of London) de Basil Dearden
- 1952 : Secret People de Thorold Dickinson
- 1952 : Un si noble tueur (The Gentle Gunman) de Basil Dearden
- 1953 : La Mer cruelle (The Cruel Sea) de Charles Frend
- 1954 : The Crowded Day de John Guillermin
- 1954 : The Maggie d'Alexander Mackendrick
- 1955 : Les Indomptables de Colditz (The Colditz Story) de Guy Hamilton
- 1955 : You Lucky People de Maurice Elvey
- 1956 : S.O.S. Scotland Yard (The Long Arm) de Charles Frend
- 1957 : Les Années dangereuses (These Dangerous Years) d'Herbert Wilcox
- 1957 : Commando sur le Yang-Tsé (Yangtse Incident : The Story of H.MS. Amethyst) de Michael Anderson
- 1958 : The Man Who Wouldn't Talk d'Herbert Wilcox
- 1959 : L'Île des réprouvés (The Siege of Pinchgut) d'Harry Watt
- 1959 : The Lady Is a Square d'Herbert Wilcox
- 1960 : A Circle of Deception de Jack Lee
- 1960 : Un compte à régler (The Challenge) de John Gilling
- 1971 : Bread de Stanley Long

### Autres fonctions
- 1937 : Take a Chance de Sinclair Hill (cadreur)
- 1938 : Comme sur des roulettes (I See Ice) d'Anthony Kimmins (cadreur)
- 1957 : Flammes dans le ciel (The Man in the Sky) de Charles Crichton (photographie de seconde équipe)